# 7280 Берґенґрюен
7280 Берґенґрюен (7280 Bergengruen) — астероїд головного поясу, відкритий 8 вересня 1988 року.
Тіссеранів параметр щодо Юпітера — 3,386.